# Merenptahova stéla

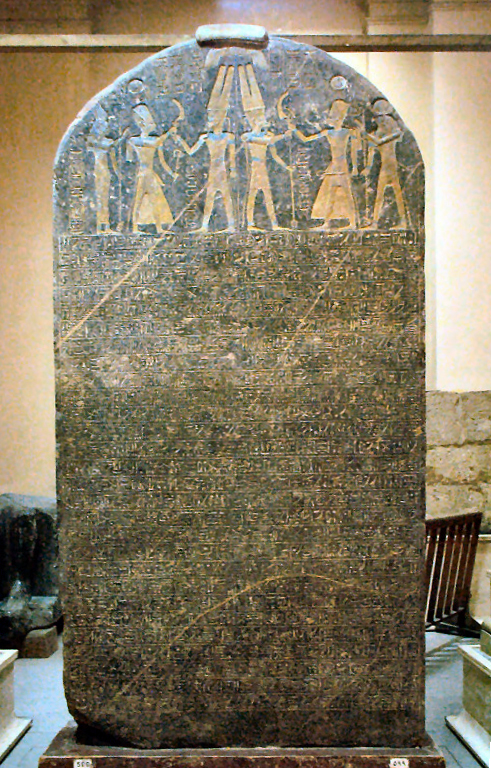
Merenptahova stéla (JE 31408) z Káhirského muzea

Merenptahova stéla, známá též jako Izraelská stéla nebo Vítězná stéla Merenptahova, je nápis zanechaný starověkým egyptským faraonem Merenptahem (vládl od r. 1213 do 1203 př. n. l.), na rubové straně žulové stély vztyčené faraonem Amenhotepem III. Objevil ji Flinders Petrie roku 1896 v Thébách.
Stéla se proslavila jako jediný starověký egyptský dokument zmiňující „Isrir“ nebo „Izrael“. Je to nejstarší známé svědectví o existenci obyvatel nazývaných Izraelci. Z tohoto důvodu mnozí učenci hovoří o stéle jako o „Izraelské stéle“.

## Obsah

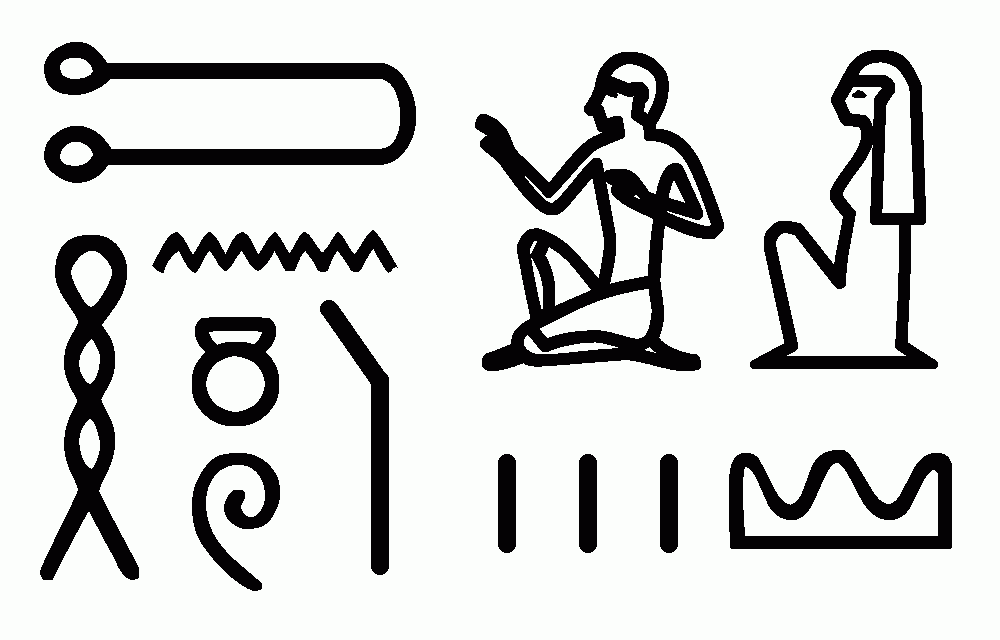
Libyjci (Tjeḥenu) jsou popsáni rozlišovači: cizí osoba + národ + cizí země (= stát/země Libyjského národa)

Stéla z černé žuly zaznamenává v první řadě vítězné válečné tažení proti Libuským a Mešwešským Libyjcům a jejich spojencům z Mořských národů, poslední dva řádky však zmiňují předchozí válečné tažení do Kanánu, při němž Merenptah dobyl mezi jinými Aškelon, Gezer, Yanoam a Izrael.

## Objev
Stélu objevil r. 1896 by Flinders Petrie na prvním nádvoří Merenptahova zádušního chrámu v Thébách. Nyní je ve sbírce Egyptského muzea v Káhiře a neúplná kopie stély byla nalezena také v Karnaku. Flinders Petrie se obrátil na Wilhelma Spiegelberga, německého jazykovědce, aby nalezenou masivní žulovou stélu přeložil. V závěru textu narazil Spielberg na znak, který mezi národy či kmeny poraženými Merenptahem uváděl „I.si.ri.ar?“ Petrie rychle usoudil, že jde o „Israel!“ Spiegelberg souhlasil, že to musí být správný překlad. „Velebníčky to určitě potěší,“ poznamenal Petrie. Při večeři toho dne Petrie, který si uvědomoval význam nálezu, řekl:
„Tahle stéla bude ve světě proslulejší než cokoliv, co jsem dosud našel.“
Bylo to poprvé, co se ve starověkých egyptských textech objevilo jméno „Izrael“, a tato novinka se ocitla v titulcích všech anglických novin.
Stéla je vysoká 3,18 m a široká 1,63 m. Text je převážně prozaickou zprávou s poetickým závěrem, odrážejícm styl podobných stél egyptské nové říše z té doby. Datována je Rok 5., 3. měsíc šemu (léta), 3. den  (asi 1209/1208 př. n. l.), a začíná chvalozpěvem na Merenptahovy úspěchy v bitvě.

## Zmínka o Izraeli
Název „Izraelská stéla“ je poněkud zavádějící, neboť stéla obsahuje pouze stručnou zmínku o Izraeli a Kanánu. Časově další v pořadí je zmínka o Izraeli z 9. stol př. n. l., nalezená na Mešově stéle.
Řádek zmiňující Izrael se vyskytuje společně se třemi dalšími poraženými národy v Kanánu (Gezer, Yanoam a Aškelon) pouze jedinkrát, zatímco o poražených Libyjcích se mluví opakovaně.
Řádek odkazující na Merenptahovo válečné tažení do Kanánu zní:
„Kanán je zpustošen a zbědován. Dobyt je Aškelon, Gezer zajat, Yanoam už více není; Izrael leží pustý, jeho setba zmařena.“
Obrat „pustý, setba zmařena“ je ustálení rčení, často užívané o poražených národech. Znamená to, že byly zničeny všechny zásoby včetně osiva, takže dotyčný národ bude příští rok trpět hladem a nepředstavuje tudíž pro Egypt vojenskou hrozbu.
| i | i | z · Z1s · Z1s · r | i | A | r · Z1 | T14 | A1 · B1 · Z2s |

| i | i | z · Z1s · Z1s · r | i | A | r · Z1 | T14 | A1 · B1 · Z2s |

| f · k · t | G36 |

| f · k · t | G36 |

| b · n |

| b · n |

| O1 · r · t | N33B · Z2 |

| O1 · r · t | N33B · Z2 |

| f |

| f |

Ze stély je jasné, že „Izrael“ na tomto místě označuje národ nebo kmenový svaz, nikoli království nebo městský stát, jelikož je zde použit determinativ (rozlišovač) pro „cizí národ“, nikoli pro „zemi“.

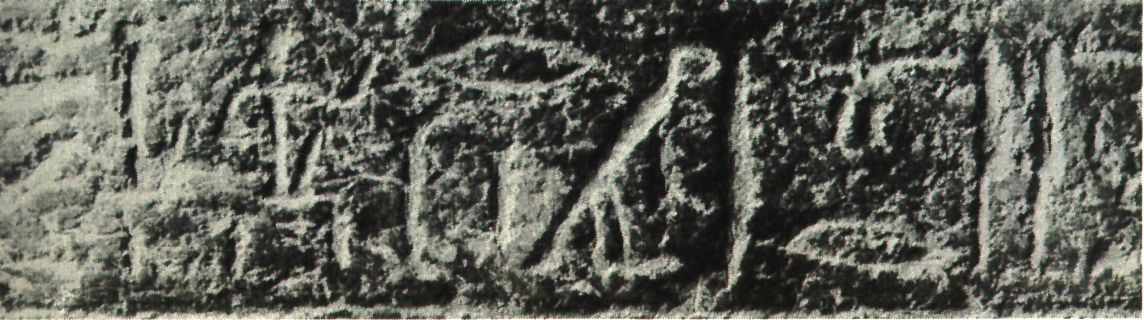
Izrael

Zatímco ostatní nepřátelé Egypta uvedení vedle Izraele v tomto dokumentu, jako je Aškelon, Gezer a Yanoam, mají rozlišovač městského státu – „bumerang a tři kopce označující cizí zemi“ – hieroglyfy vztahující se k Izraeli používají místo toho rozlišovač cizí lid: bumerang a muže se ženou nad třemi svislými čarami plurálu. Tento znak Egypťané běžně užívali pro nomádské kmeny bez pevného městského sídla, z čeho vyplývá, že ysrỉꜣr „Izrael“ bylo pojmenováním pasteveckého, polokočovného či venkovského obyvatelstva.

### Merenptahovo tažení
Jsou spory o tom, zda Merenptah opravdu podnikl válečné tažení do Kanánu, nebo jde o báchorku, podobně jako pozdější asyrské dokumenty nikdy nepřiznaly, že by Asýrie utrpěla porážku v bitvě. Tato domněnka má jisté opodstatnění, jelikož stéla Merenptahova předchůdce Ramsese II. o bitvě u Kádeše naznačuje pevnou vládu nad Levantem, takže je divné, že by jej Merenptah musel znovu dobývat; ledaže by Merenptah byl nucen čelit revoluci v této oblasti a potlačit ji, aby utvrdil svou moc nad Kanánem. V takovém případě by jeho nadvláda nad Kanánem byla přinejmenším dost vratká.

### Možná spojitost se Šasu
Donald Redford tvrdí, že „Izrael“ byla tlupa beduinských kočovníků, kterým Egypťané říkali „Šasu“, a odvolává se přitom na spojení „Yhw – v zemi Šasu“ z chrámu Amenhotepa III v Solebu, což se pokládá za ranou podobu tetragramu.
Tuto domnělou spojitost mezi Izraelci a Šasu však zpochybňuje fakt, že na karnackém reliéfu bitvy nejsou Izraelci zobrazeni jako bojovníci Šasu, nýbrž mají stejné oděvy a účesy jako Kenánci, bránící opevněná města Aškelon, Gezer a Yanoam.

### Významnost zmínky o Izraeli
Michael G. Hasel, ředitel Archeologického ústavu na Southern Adventist University tvrdí, že Izrael byl koncem 13. stol. př. n. l. v Kanánu již pevně zakotvenou politickou mocností:
„Izrael fungoval jako zemědělská, usedlá socioetnická entita v závěru 13. stol př. n. l., dostatečně významná na to, aby byla zahrnuta do válečného tažení proti politickým útvarům v Kanánu. I když Merenptahova stéla nepodává žádné náznaky o tehdejší společenské struktuře izraelského lidu, naznačuje, že šlo o významnou socioetnickou entitu, se kterou se muselo počítat.“
Prof. Ze'ev Herzog archeologické fakulty university v Tel-Avivu přesto tvrdí, že v archeologických nálezech neexistuje doklad pro to, že by Izrael představoval významnou politickou mocnost, ať už v době vzniku stély nebo kdykoli v onom období. Ve svém článku „Rozbor jerišských hradeb“, otištěném v Ha'aretz (29. října 1999), označuje zmínku o Izraeli za odkaz na „skupinu obyvatelstva“:
„Název »Israel« bylo pojmenování pro jednu ze skupin obyvatelstva, které obývaly Kanán koncem pozdní doby bronzové, zřejmě v centrální vysočině, v oblasti, kde později bude založeno Izraelské království...“
Kopie stély se nachází v Harvardském semitském muzeu.